# Röttenbach (Roth)
Pour les articles homonymes, voir Röttenbach.
Röttenbach est une commune de Bavière (Allemagne), située dans l'arrondissement de Roth, dans le district de Moyenne-Franconie.